# Partito Comunista Brasiliano
Il Partito Comunista Brasiliano (in portoghese: Partido Comunista Brasileiro - PCB) è un partito comunista fondato nel 1922 ed è pertanto il più vecchio partito politico del Brasile, anche se il Partito Comunista del Brasile e il Cidadania hanno la stessa origine. 
L'attuale PCB nasce dalla fazione minoritaria del partito che decise di non sciogliersi per confluire nel Partito Popolare Socialista. Il PCB oggi è marginale e non ha rappresentanti nel parlamento brasiliano.

## Il PCB (1922-1992)
Il 25 marzo del 1922 i delegati di formazioni comuniste delle maggiori città brasiliane fondarono il Partito Comunista-Sezione Brasiliana dell'Internazionale Comunista che in seguito prese il nome di Partito Comunista del Brasile (PCB).
Il PCB visse in semi-clandestinità fin quando, nel 1928, venne fondato il Blocco Operaio e Contadino (BOC), che si presentò alle elezioni legislative. Gli anni '30 sono gli anni che determineranno la marginalità del PCB nella vita politica del paese. Nel 1930, visto l'insuccesso elettorale il PCB decide di abbandonare la politica "frontista", di apertura cioè alle altre realtà della sinistra, e rimarca la propria natura "proletaria e operaia", escludendo dai vertici del partito tutti gli intellettuali e i piccolo-borghesi.
Nel 1933, preoccupato dell'avanzata del fascismo nel mondo, il PCB si rende nuovamente disponibile ad un fronte che raccolga socialisti e comunisti e dà vita all'Alleanza Nazionale Liberatrice, ma che attira la preoccupazione di Getúlio Vargas, del Partito Laburista Brasiliano che ne ottiene la dichiarazione di "illegalità". Nel novembre del 1933 scoppiano rivolte ad opera dei militanti comunisti. Tali rivolte saranno duramente represse e segneranno la "credibilità" del PCB verso i contadini e la piccola borghesia, poco propensi alla soluzione rivoluzionaria. Nel 1937, il PCB subisce la scissione dell'ala troskista a causa delle divisioni sulla candidatura per le presidenziali dell'anno successivo. Agli inizi degli anni '40 si caratterizzarono, perciò, con il ritorno alla semi-clandestinità del PCB.
Alle elezioni per l'assemblea costituente del 1945, però, il PCB, grazie alle lotte sindacali degli ultimi anni, riuscì ad ottenere quasi l'8,5% dei voti e ad eleggere 14 deputati. Già alle legislative del 1947, il PCB, però, crollò allo 0,2% dei voti a causa della campagna elettorale del Partito Social Democratico (centro) e dell'Unione Democratica Nazionale (destra) caratterizzata da un marcato anticomunismo, che favorisce il Partito Laburista Brasiliano e il Partito Socialista Progressista, entrambi di sinistra.
Tra il 1954 e il 1964, data dell'avvento della dittatura militare, il PCB, di fatto, non avrà mai una rappresentanza parlamentare di qualche rilievo. Data la scarsa industrializzazione del paese il PCB era privo del suo tradizionale elettorato di riferimento: gli operai.
Nel 1956 Nikita Chruščёv nel XX Congresso del Partito Comunista dell'Unione Sovietica, criticò i crimini staliniani. Nel PCB questo produsse un forte dibattito che portò a ridefinire gli obiettivi politici e anche al cambio di nome da Partito Comunista do Brasil a Partito Comunista Brasileiro mantenendo la sigla PCB. Nel 1962 il PCB subì la scissione la componente maoista del partito portatrice delle posizioni anti-revisionistiche contrarie a Chruščёv, fazione che riprese il nome di Partito Comunista del Brasile. Il PCB invece si impegnò prevalentemente nelle lotte sindacali, dando, pertanto, una accezione meno "dogmatica" al proprio impegno.
Dal 1964 al 1984, a differenza del PCdoB che diede vita a forme di lotta armata, il PCB partecipò attivamente alle iniziativa dell'opposizione democratica alla dittatura militare.
Alle elezioni del 1986, le prime realmente democratiche, il PCB conseguì appena lo 0,8% dei voti ed elesse 3 deputati. Il PCB, del resto, subiva la diretta concorrenza, oltre che del PCdoB, anche del Partito dei Lavoratori (PT), che raccoglieva molti marxisti, e del Partito Democratico Laburista.

## La rifondazione dopo il 1992
Nel 1992, dopo la caduta del muro di Berlino e la fine dell'Unione Sovietica, il PCB tenne un congresso in cui si decise di cambiare nome in Partito Popolare Socialista, spostandosi sulle posizioni di sinistra socialista. Una minoranza dei delegati raccogliendo l'appello di alcuni intellettuali tra cui il celebre architetto Oscar Niemeyer decise di mantenere il nome e l'ideologia comunista e di rifondare il PCB.
Alle elezioni presidenziali del 1998 e del 2002 sostenne Luis Inácio Lula da Silva, ma negli anni successivi ruppe con il Partito dei Lavoratori e nel 2006 appoggiò la candidata del Partito Socialismo e Libertà. Alle elezioni del 2010 il PCB ha candidato invece il proprio segretario Ivan Pinheiro, che ha raccolto però solo lo 0,04% dei voti.

## Ideologia
Il PCB si è posto, fino alla scissione del PCdoB, come un partito comunista a "tutto tondo". Raccoglieva, cioè, tutte le anime del mondo comunista, fatta eccezione dei trozkisti, fuoriusciti già nel 1937. Dagli anni sessanta in poi ha promosso una via democratica al socialismo.
Dal 1992 il nuovo PCB critica la politica del partito degli anni precedenti ed è dichiaratamente rivoluzionario e di classe contro ogni visione riformista. Sostiene la necessità di costruire un ampio fronte anti-capitalista e anti-imperialista per la costruzione della rivoluzione socialista.